# Скоморох (річка)
Скоморо́х — мала річка у Києві, в місцевостях Лук'янівка та Солдатська Слобідка, ліва притока Либеді. Протяжність — близько 3 км.

## Опис
Починається поблизу перетину вулиць Білоруської та Деревлянської, протікає під Білоруською вулицею та територією колишнього Лук'янівського трамвайного депо. Далі перетинає вулиці Коперника, Вільгельма Котарбінського, Глібова, перетинає вулицю В'ячеслава Чорновола і протікає вздовж непарного боку Золотоустівської вулиці. 
Про річку тут нагадує характерний рельєф та назви Скомороської та Річкової вулиць, остання з яких колись була містком через Скоморох.
Далі річка перетинає Павлівську вулицю, тече під колишньою тютюновою фабрикою, виходить на проспект Берестейський, далі протікає під Жилянською вулицею, територією заводу «Транссигнал» і неподалік трамвайної кінцевої зупинки в кінці Старовокзальної вулиці впадає у Либідь.
Річку було повністю взято у колектор ще у 1914 році.